# El gato (telenovela)
El gato fue una telenovela argentina que se transmitió por Canal 9.
Protagonizada por Rodolfo Bebán y Gabriela Gili. Contó con las actuaciones estelares de Rodolfo Ranni y Delfy de Ortega.

## Guion
La telenovela fue escrita por Mario Pocoví, también autor de otros guiones como Alta Comedia (1971), Humor a la italiana (1973), El cuarteador (1977), María, María y María (1980) y entre otras.

## Elenco
- Gabriela Gili - María Inés Jaureguiberry
- Rodolfo Bebán - Gonzalo "El gato" Vidal
- Delfy de Ortega - Andrea Vardás
- Rodolfo Ranni - Emilio Vardás
- Nelly Prono - Ana
- Oscar Ferrigno - Hilario Morrillos
- Enrique Kossi - Pedro Vardás
- Patricia Castell - Aurora vda. de Jaureguiberry
- Alba Mujica - Sor Irma
- Alfredo Iglesias - Virrey Gregorio Bastidas
- Horacio O'Connor - Coronel Afoldo Vedal
- Claudia Ricci - Claudia
- Nelly Panizza - Gabriela
- Nora Massi - Lucinda
- Inés Moreno - Olga
- Carlos Vanoni - Marcelo Vedal
- Héctor Miranda - Maximiliano Ponce
- María Danelli - Arminda
- Osvaldo Cané - Natalio

## Equipo técnico
- Historia original: Mario Pocoví
- Producción y dirección: Martha Reguera